# IC 3379
IC 3379 је спирална галаксија у сазвјежђу Береникина коса која се налази на листи објеката дубоког неба у Индекс каталогу.
Деклинација објекта је + 17° 18' 21" а ректасцензија 12h 28m 4,2s. Привидна величина (магнитуда) објекта IC 3379 износи 15,2 а фотографска магнитуда 16,0. IC 3379 је још познат и под ознакама CGCG 99-60, VCC 1066, PGC 40955.